# 八島さらら
八島 さらら（やしま さらら、1991年6月4日 - ）は、日本の女性声優。大阪府出身。

## 経歴
上智大学文学部ドイツ文学科に在学中、2012年（平成24年）のミス鎌倉に選ばれる。
大学時代にアフィリアグループのカフェでアルバイトをしており、そのカフェで「アイドルグループがあるので入りませんか？」と声をかけてもらい、同年12月15日、アフィリア・サーガ・イースト（後のアフィリア・サーガ）の7期生メンバーとして加入。
2013年（平成26年）6月1日付で「紫乃れいみ」（ゆかりの れいみ）としてアミュレート所属になる。アフィリア・サーガが主題歌を担当していた『俺の脳内選択肢が、学園ラブコメを全力で邪魔している』のアフレコ現場の見学をさせてもらったことがあった。それまでは職業としての声優は無知だったが、実際に現場で見て、マイクの前で声だけで芝居の表現をすることに感銘を受ける。その時に「私もやってみたい」と思い、その後は「声優になりたい」と強く意識するようになった。その後、「お芝居を中心にしっかりやりたい」と相談し、2015年（平成27年）7月18日に開催されたワンマン公演 にて自身のアフィリア・サーガ卒業が発表され、同年9月29日に開催の卒業公演 を以ってアフィリア・サーガを卒業。
同年10月1日付で本名の「八島さらら」に改名し、本格的に声優としての活動を始めた。
2019年6月4日、自身の誕生日に所属事務所をLALに移籍

## 人物
- 中学生、高校生時代は演劇部（ESS）に入っていた[4]。
- 学生時代は重度の演劇オタクで、劇団四季や宝塚の舞台に通っていた。始発で当日券に並び、小遣いを貯めて観劇していた[4]。
- 一番ハマったアニメ作品に『機動戦士ガンダム』を挙げており、人間ドラマがしっかりと描かれている点が好きだと語っている[4]。
- 食べる事が好きである[4]。

## 出演
太字はメインキャラクター。

### テレビアニメ
2013年
- 俺の脳内選択肢が、学園ラブコメを全力で邪魔している（ナレーション）

2015年
- 櫻子さんの足下には死体が埋まっている（チカ）

2016年
- スカーレッドライダーゼクス
- ナースウィッチ小麦ちゃんR（女子B）
- ナゾトキネ（山墨芳英）
- 美少女遊戯ユニット クレーンゲール（小夜 / サヤ・ザ・ゴリラックナイト、アースゴリラ）- 2シリーズ
- 遊☆戯☆王ARC-V

2017年
- アイドル事変（星菜夏月）
- うらら迷路帖（お客）

2018年
- 奴隷区 The Animation（足立シヲリ）
- 京都寺町三条のホームズ（女子大生A）
- PERSONA5 the Animation（2018年 - 2019年、お天気キャスター、通行人E）- 特別編2作品

2019年
- グリムノーツ The Animation（村の女性A、村の女性D、協会の女性B、協会の女性C、ラ・ベル 他）
- 八月のシンデレラナイン（初瀬麻里安、美崎ファイターズの少女）

2020年
- シャドウバース（進藤サン、進藤ゴウ）

2021年
- ゲキドル（樋口真琴）

### 劇場アニメ
- デジモンアドベンチャー tri. 第2章「決意」（2016年）

### OVA
- アリスインデッドリースクール（猪狩薫[24]）

### Webアニメ
- ハッカドール（2014年、クラミ）
- 美少女Mobage（2014年、モバミちゃん）
- 超游世界（2017年、チンニォウ）
- テルマエ・ロマエ ノヴァエ（2022年、子供）

### ゲーム
2013年
- 嫁コレアイドル（レイミー・ヘヴンリー）

2015年
- DIABOLIK LOVERS
- BELIEVER！
- ブレイブリーアーカイブ ディーズレポート（ブッシュ・ド・ノエル）

2016年
- アイドル事変（星菜夏月）
- 円環のパンデミカ code-S-（鮎澤ナギ）
- グリムノーツ（ラ・ベル）
- セブンナイツ（ユイ、ルーシー、シルビア）
- トリックスター 〜召喚士になりたい〜（エイル）

2017年
- クランク・イン（村雲弓月）
- デスティニーチャイルド（サルマキス）
- 八月のシンデレラナイン（初瀬麻里安）
- CARAVAN STORIES（ロロミュ）

2018年
- 魔界ウォーズ（アサギ）
- 温泉むすめ ゆのはな これくしょん（おごと寧々〈初代〉）

2019年
- エンゲージプリンセス（パルフェリア）
- 荒野のコトブキ飛行隊 大空のテイクオフガールズ!（シノ）

2021年
- CHUNITHM PARADISE LOST（イロドリミドリ）（藤堂陽南袴）

### ドラマCD
2015年
- 第38期藍本女子高等学校生徒会活動日誌 あいぽん1巻付録ドラマCD（第28期生徒会役員）

2016年
- ボクラノキセキ 僕らの前世考察

2017年
- むか〜し、昔話シリーズvol.2
- 神力アイドル ミヤビノシスターズ（猿田朱美）

2019年
- 時空警察SIG-RADER ノエルサンドレ・イヴ（神月時雨）

### パチスロ
- シンデレラブレイド2（2014年、エイミー）※レイミー・ヘヴンリー名義

### 舞台
- Flying Trip Vol.8「グッバイ・ジョーカー」（2014年4月5日、4月8日 - 4月9日）※レイミー・ヘヴンリー名義
- Flying Trip Vol.10「KAJITSU-過日-」（2015年9月11日 - 9月15日）※レイミー・ヘヴンリー名義
- リーディング公演『広くてすてきな宇宙じゃないか』（2017年12月22日 - 12月23日）クリコ 役
- guizillen 10line 「センチメンタルジャーニーズ」(2018年11月22日 - 12月2日) Ｂチーム・タケル 役
- 円豚プロデュース #1 「熱海殺人事件 ザ・ロンゲスト・スプリング/売春捜査官」(2019年3月7日 - 3月10日) 売春捜査官・木村伝兵衛 役
- ギジレン5さい「ギジレン島最後の7日間」（2019年12月13日 - 12月22日）Ｂキャスト　八ヶ岳さらら・きらら姉妹 二役
- くによし組『バクで、あらんことを』（2021年6月30日 - 7月4日）Ａチーム・八永モリコ 役

### ナレーション
- アニメイト（2013年）
- 小学館『DIME 9月号』テレビCM[37]（2017年）

### モーションアクター
- ミラクルガールズフェスティバル（2015年）

### ラジオ番組
※はインターネット配信。
- あふぃ☆ラジ～魔法学院特別授業（ラジオ関西）
- かなことさらら（2017年 - 2020年[38]、文化放送超!A&G+※・ニコニコ生放送※）
- キャラストradio ゆめふわマカロン情報局（2017年 - 2018年、文化放送超!A&G+※）[30]

### Web番組
- アフィリア・サーガの魔法学院放送部（文化放送超!A&G+）
- アミュレートラジオ（HiBiKi Radio Station）
- 晴光デイクラッシュ（HiBiKi Radio Station）
- Stand-Up! アイドル（ニコニコ生放送）
- 八島さらら＆渕上舞『START UP with YOU』（ニコニコ生放送：2017年2月8日 - [39]）
- かなことさらら（超!A&G+・ニコニコ生放送：2017年5月16日[38]）
- キャラストTV（2017年6月9日 - ）[40]
- 八島さららの生存報告（ニコニコ生放送：2020年8月11日 - ）

### テレビ番組
- スタート・スター（テレビ東京：2013年3月12日）
- Anime-TV（TOKYO MX）
- つんつべ♂（TOKYO MX）
- ミュージックドラゴン（日本テレビ：2013年8月23日）
- ウタ娘（テレビ埼玉）
- アイドル界隈（テレビ愛知）
- サキドリ!（MUSIC ON! TV）

### 雑誌
- ヤンヤン（徳間書店）
- Top Yell（竹書房）
- BOMB 7月号（学研：2013年6月7日）
- J-POP GIRLS アイキュン！ VOL.1（ダイアプレス：2013年6月22日）
- 週刊SPA!（扶桑社：2013年10月22日）
- 月刊エンタメ（徳間書店：2013年10月30日）
- Idolspot vol.10（フレオ：2013年11月11日）
- アイキュン！ vol.6（ダイアプレス：2014年6月18日）
- Cool-up Girls Vol.5（音楽専科社：2015年1月7日）
- BOMB 3月号（学研：2015年2月9日）
- MARQUEE Vol.107（MARQUEE Inc.：2015年2月10日）
- アイキュン（ダイアプレス：2015年6月15日）
- 声優パラダイスR vol.7（秋田書店：2015年7月10日）
- 月刊ComicREX 9月号（一迅社：2015年7月27日）
- MARQUEE Vol.110（MARQUEE Inc.：2015年8月10日）
- メガミマガジン 2月号（学研：2016年12月30日）
- アニメージュ vol.466（徳間書店：2017年3月10日）
- 声優グランプリ 4月号（主婦の友社：2017年3月10日）
- 声優パラダイスR vol.18（秋田書店：2017年5月15日）
- EX大衆 7月号（双葉社：2017年6月15日）

## ディスコグラフィー

### アフィリア・サーガ
CDシングル
|        | タイトル                         | 発売日         | 備考                                        |
| ------ | -------------------------------- | -------------- | ------------------------------------------- |
| 10thSG | ネプテューヌ☆サガして            | 2013年8月7日   | アフィリア・サーガ加入後1枚目の参加シングル |
| 11thSG | S・M・L☆                         | 2013年11月13日 | アフィリア・サーガ加入後2枚目の参加シングル |
| 12thSG | マジカル☆エクスプレス☆ジャーニー | 2014年7月23日  | アフィリア・サーガ加入後3枚目の参加シングル |
| 13thSG | ジャポネスク×ロマネスク          | 2014年11月26日 | アフィリア・サーガ加入後4枚目の参加シングル |
| 14thSG | Never say Never                  | 2015年2月11日  | アフィリア・サーガ加入後5枚目の参加シングル |

CDアルバム
|       | タイトル | 発売日        | 備考                                   |
| ----- | -------- | ------------- | -------------------------------------- |
| 2ndAL | Archism  | 2013年4月24日 | アフィリア・サーガ加入後初の参加作品   |
| 3rdAL | Realism  | 2015年8月26日 | アフィリア・サーガ加入後最後の参加作品 |

参加楽曲
| 発売日  | 楽曲                   | 収録作品                                                                    | 備考                                              |
| 2013年  | 2013年                 | 2013年                                                                      | 2013年                                            |
| ------- | ---------------------- | --------------------------------------------------------------------------- | ------------------------------------------------- |
| 5月7日  | The Galaxy Express 999 | The Galaxy Express 999                                                      | Animelo Summer Live 2013 -FLAG NINE- テーマソング |
| 2014年  |                        |                                                                             |                                                   |
| 1月29日 | 糸                     | 『超次元ゲイム ネプテューヌ』Blu-ray/DVD Vol.5特典CD「プロセッサディスクV」 | -                                                 |
| 5月13日 | ONENESS                | ONENESS                                                                     | Animelo Summer Live 2014 -ONENESS- テーマソング   |
| 6月4日  | 宝石とマーメイド       | シンデレラブレイド2 Big Bonus Music                                         | -                                                 |
| 2015年  |                        |                                                                             |                                                   |
| 1月28日 | 恋ガレヨ               | Zwei 15thSG「永劫真理のフェルマータ」                                       | ゲストボーカルとして参加                          |
| 4月22日 | ハツコイ///ストライプ  | PRETTY×CATION2 オリジナル・サウンドトラック                                 | -                                                 |
| 4月29日 | Baby Sweet Berry Love  | アニソンMIXラボラトリー ～セカンド レポート～                               | 小倉唯の楽曲をカバー                              |
| 8月26日 | 恋ガレヨ               | Zwei 4thAL「NEO MASQUE」                                                    | ゲストボーカルとして参加                          |

### キャラクターソング
| 発売日         | 商品名                                                                   | 歌                     | 楽曲                                         | 備考                                                            |
| -------------- | ------------------------------------------------------------------------ | ---------------------- | -------------------------------------------- | --------------------------------------------------------------- |
| 2016年10月19日 | START UP, DREAM!!                                                        | with                   | 「START UP, DREAM!!」 「追い風はハリケーン」 | ゲーム『アイドル事変』関連曲                                    |
| 2017年1月25日  | 歌え！愛の公約                                                           | SMILE♥X                | 「歌え！愛の公約」 「ザッツマイポリ」        | ゲーム『アイドル事変』関連曲                                    |
| 2017年2月22日  | Respect                                                                  | with                   | 「Respect」 「ジャックイン・ドリーマー」     | ゲーム『アイドル事変』関連曲                                    |
| 2017年3月22日  | アイドル事変 第1巻 特典CD                                                | SMILE♥X                | 「ときめき Full Throttle」                   | ゲーム『アイドル事変』関連曲                                    |
| 2017年4月26日  | アイドル事変 第2巻 特典CD                                                | 星菜夏月（八島さらら） | 「Oh! My Trump!!」                           | ゲーム『アイドル事変』関連曲                                    |
| 2017年9月6日   | 夏色Dreamer                                                              | ゆめふわマカロン       | 「夏色Dreamer」 「この絆が導く場所」         | ゲーム『CARAVAN STORIES』関連曲                                 |
| 2018年6月29日  | キャラバンストーリーズ オリジナル・サウンドトラック Vol.1                | ロロミュ（八島さらら） | 「あこがれ」                                 | ゲーム『CARAVAN STORIES』劇中歌                                 |
| 2020年12月23日 | 荒野のコトブキ飛行隊 大空のテイクオフガールズ！ チームソングミニアルバム | カナリア自警団         | 「ことりのマーチ」                           | ゲーム『荒野のコトブキ飛行隊 大空のテイクオフガールズ！』関連曲 |

### CD未収録曲
| 発表年 | 楽曲        | 歌                      | 備考                                                            |
| ------ | ----------- | ----------------------- | --------------------------------------------------------------- |
| 2014年 | FUTURE☆DAYS | 紫乃れいみ              | 「魔法少女モバミネクストラル」主題歌                            |
| 2016年 | Wish        | エイル（cv.八島さらら） | アプリゲーム「トリックスター ～召喚士になりたい～」テーマソング |

### 映像作品
- アフィリア・サーガ・イースト4thワンマンLive「キ☆ラ☆リ☆ン魔法」（BD/DVD、2013年6月26日）
- アフィリア・サーガ5thワンマンライブ～恋の百年戦争～日本青年館（BD/DVD、2014年2月19日）
- Animelo Summer Live 2013 -FLAG NINE- 8.24（BD/DVD、2014年3月26日）
- アフィリア・サーガ11thシングルプレミアムワンマンライブ～グランドデスヴァレーへの冒険～（DVD、2014年4月9日）
- あかべぇそふとつぅLIVE2013（DVD、2014年4月25日）
- ヴィーナスと青き七つの海 アフィリア・サーガ5周年記念ライブツアーin東京公演（BD/DVD、2014年12月24日）
- Animelo Summer Live 2014 -ONENESS- 8.31（BD、2015年3月25日）
- Forest of Brillia（BD/DVD、2015年5月20日）

### ユニットメンバー
1. 1 2  星菜夏月（八島さらら）、鬼丸靜（渕上舞）
2. 1 2  星菜夏月（八島さらら）、鬼丸靜（渕上舞）、近堂幸恵（上田麗奈）、不動瑞希（Lynn）、飯塚桜子（久保ユリカ）、桃井梅（仲谷明香）、天羽くるは（吉田有里）、小水流ミカ（赤﨑千夏）、闇†林檎様（山本希望）
3. ↑  アメリア（深川芹亜）、ロロミュ（八島さらら）、ミンミ（中島由貴）
4. ↑  アコ（小澤亜李）、エル（和氣あず未）、ヘレン（桑原由気）、リッタ（峯田茉優）、ミント（近藤玲奈）、シノ（八島さらら）